# Túnel ferroviario de Kaunas
El Túnel ferroviario de Kaunas (en lituano: Kauno geležinkelio tunelis) es uno de los dos túneles existentes en Lituania y el único túnel de ferrocarril que opera en los estados bálticos. Conecta Vilna y Kaunas. La longitud del túnel es de 1.285 metros (0.803 millas), una altura de 6,6 m, y una anchura de 8,8 m. El túnel ferroviario de Kaunas fue incluido en el Registro de bienes Patrimonio de la Cultura de la República de Lituania en 1996. Después de que el Imperio ruso perdió la guerra de Crimea, creció la importancia del uso táctico de los inventos modernos, como los ferrocarriles. En febrero de 1851 el gobierno zarista de Rusia tomó la decisión de construir la línea San Petersburgo - Varsovia con una longitud de aproximadamente 1250 kilómetros. Fue construido para ancho ruso.
La construcción del túnel comenzó el 15 de mayo de 1859, mientras que la construcción del puente comenzó un poco antes - a finales de abril de 1859. El ferrocarril de Virbalis a Kaunas también se estaba construyendo. El túnel ferroviario de Kaunas fue construido desde 1859 hasta 1861.